# Kirkkosaari (ö i Karstula)
Kirkkosaari är en ö i Finland. Den ligger i sjön Pääjärvi och i kommunen Karstula i Karstula kyrkoby i den ekonomiska regionen  Saarijärvi-Viitasaari och landskapet Mellersta Finland, i den centrala delen av landet, 300 km norr om huvudstaden Helsingfors. Öns area är 2,9 hektar och dess största längd är 270 meter i sydöst-nordvästlig riktning.